# Thập niên 880 TCN
Thập niên 880 TCN hay thập kỷ 880 TCN chỉ đến những năm từ 880 TCN đến 889 TCN.

## Sự kiện
887 TCN— Soshenq II kế vị [[Osorkon I[] làm vua Ai Cập .
885 TCN— Takelot I kế vị Soshenq II làm vua Ai Cập.
883 TCN— Ashurnasirpal II kế vị cha mình là Tukulti-Ninurta II làm vua của Assyria .
880 TCN — Ashurnasirpal chuyển thủ đô của hoàng gia Assyria đến Kalhu ( Nimrud hiện đại , Iraq ). Cổng sư tử có cánh đầu người ( lamassu ) hỗ trợ từ cung điện có niên đại từ thời kỳ này đến năm 859 trước Công nguyên .